# Hrabstwo Lebanon
Lebanon – hrabstwo w stanie Pensylwania w USA. Populacja hrabstwa w 2000 roku liczyła 120 331 mieszkańców.
Powierzchnia hrabstwa to 940 km² (w tym 3 km² stanowią wody). Gęstość zaludnienia wynosi 142,3 osoby/km².

## Miejscowości

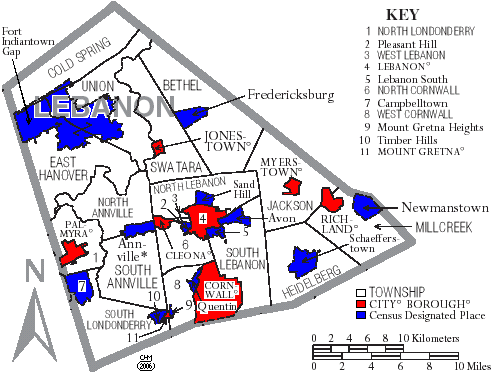
Rozmieszczenie miast i Broughs na mapie hrabstwa

### Miasta
- Lebanon

### Boroughs
| - Cleona - Cornwall - Jonestown - Mount Gretna | - Myerstown - Palmyra - Richland |